# Elmar Weixlbaumer

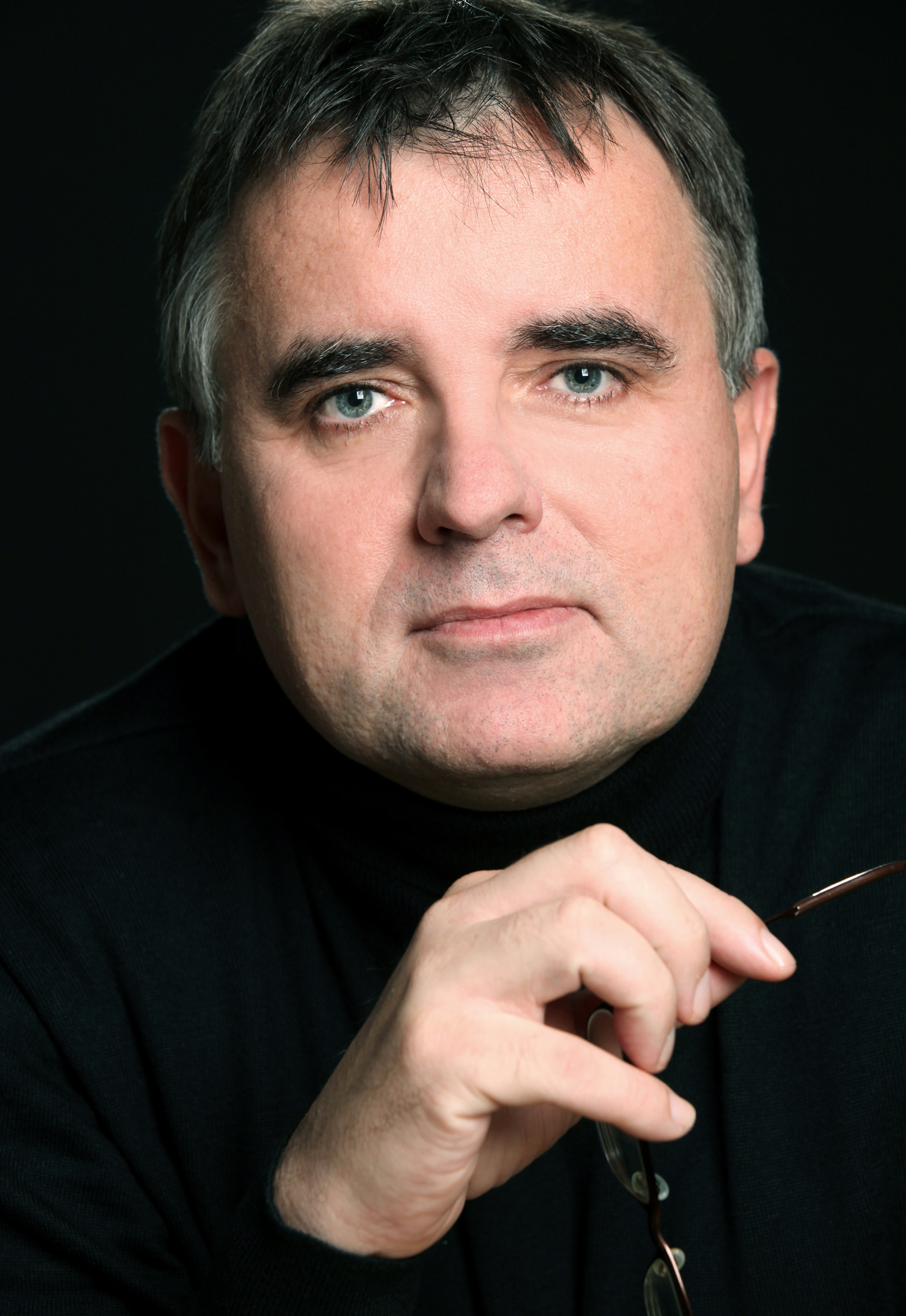
Elmar Weixlbaumer, Wien 2017

Elmar Weixlbaumer (* 20. Juni 1967 in Hall in Tirol) ist ein österreichischer Unternehmer, Verleger und Buchautor.

## Leben und Karriere
Nach der Pflichtschule in Steyr absolvierte Weixlbaumer eine Lehre als Betriebselektriker im damaligen Staatsbetrieb Steyr Daimler Puch. Er legte im Anschluss nach drei Semestern die Matura ab und begann in Wien das Studium der Mathematik (Universität Wien) und Betriebswirtschaft (Wirtschaftsuniversität Wien). Seine Abschlussarbeit wurde vom GLIM Newsletter der Royal Statistical Society in Cambridge publiziert.
1989 gründete er die Discount Brokerage ABS Aktienhandels- und Vermögensverwaltungs GmbH. 1992 verkaufte Weixlbaumer das Unternehmen an seinen damaligen Angestellten Christian Baha, der daraus die heutige Superfund entwickelte.
Von 1996 bis 2001 war Weixlbaumer Manager für die Erste Bank in Wien tätig und im Anschluss bis 2002 als IT-Director im Bertelsmann-Tochterunternehmen Pixelpark.
2002 gründete Weixlbaumer den Sachbuchverlag Goldegg Verlag. Weitere Unternehmen, denen Elmar Weixlbaumer vorsteht oder an denen er mehrheitlich beteiligt ist: BuX. Verlagsservice, Goldegg Consulting, Goldegg Training. Als Autor verfasste Weixlbaumer Sachbücher zu wirtschaftlichen Themen, die in mehrere Sprachen übersetzt wurden, sowie einige Prosawerke.
Weixlbaumer ist Mitglied der Autorenvereinigung P.E.N. und des Presseclubs Concordia.
Elmar Weixlbaumer lebt in Wien.

## Werke
- Wer’s glaubt. Widersprüche und Kurioses rund um Kirche und Religionen Goldegg Verlag, 2017, ISBN 978-3-99060-014-6
- Mit Max Edelbacher, Valentina Bruns: Die neue Gier. Warum wir immer maßloser werden. Goldegg Verlag, 2015, ISBN 978-3-902991-81-2
- Mit Monika B. Paitl: Bestseller! Wie Sie Ihr Buch zum Erfolg pushen – PR und Buchmarketing für Autoren Goldegg Verlag, 2015, ISBN 978-3-903090-00-2
- Buch-, Grafik- und Druckglossar: 500 Fachbegriffe der schwarzen Zunft Goldegg Verlag, 2015, ISBN 978-3-901880-96-4
- Monekratie. Das Entstehen einer neuen dynastischen Elite BuX Verlag, 2015, ISBN 978-3-902678-66-9
- Billionaires Club Goldegg Verlag, 2014, ISBN 978-3-902991-20-1
- IT-Projekte in Österreich Manz Verlag, 2004, ISBN 978-3-214-15351-9
- Nullstellen in Kontingenztabellen Goldegg Verlag, 2005, ISBN 3-901880-32-1
- IT-Verträge, Band 1: Projektrisiko, Institute for International Research
- The calculation of degrees of freedom in sparse but complete contingency tables, GLIM Newsletter, 25, S. 21–26, 1995
- Stochastische Nullen in Kontingenztafeln. Berechnung der Freiheitsgrade loglinearer Modelle, Diplomarbeit, Wirtschaftsuniversität Wien, 1996
- Mit Pia Bauer: Mein Weg zum Buch, Anthologie, Werkstätten Verlag, 2012, ISBN 978-3-902678-56-0